# Palmstraat
De Palmstraat is een straat in Brugge.

## Beschrijving
In oude documenten vond men:
- 1395: straetkin van Papalmes;
- 1400: straetkin van Papalmes in Sher Gheerwijnstrate;
- 1417: in Sint Jacopstrate upten houc van den straetkin van Papalmes.

De verklaring luidt bij Albert Schouteet dat de straat moet genoemd zijn naar een persoon of familie die luisterde naar de naam Papalmes of de Bapaume. In 1422 is er een document dat spreekt over de kinderen Papalmes, dus de naam bestond alvast in Brugge. Toen de familie uit Brugge verdween begon men de naam te vervormen. In 1546 was er in een akte sprake van het Palmstraetkin. Niet dat de vorige naam volledig was verdwenen, want in 1602 had men het in een akte nog over den huuse staende up den houck van der Papalmestraetkin.
Frans Debrabandere uitte de mogelijkheid dat het om een Bapaumestraat kon gaan, naar de naam van de Noord-Franse stad die in de 12de eeuw Bapalmis of Bapalmes werd genoemd, of naar een persoon die de naam van Bapaume droeg. Er was ook nog een andere straat in Brugge die Pamelstraat werd genoemd, of straetkin van Papalmes, en dit evolueerde dan tot Bapaumestraat. Ook daar is de herkomst van de naam onzeker. Ofwel was in beide straten de familie Papelmes aanwezig, ofwel werd een café 'Papelmes - Bapaume' genoemd in een van beide straten. Uiteindelijk schaarde Debrabandere zich ook achter het idee dat het om een familienaam ging.
De Palmstraat, een steeg eigenlijk, loopt van de Sint-Jakobsstraat naar de Geerwijnstraat.

## Literatuur

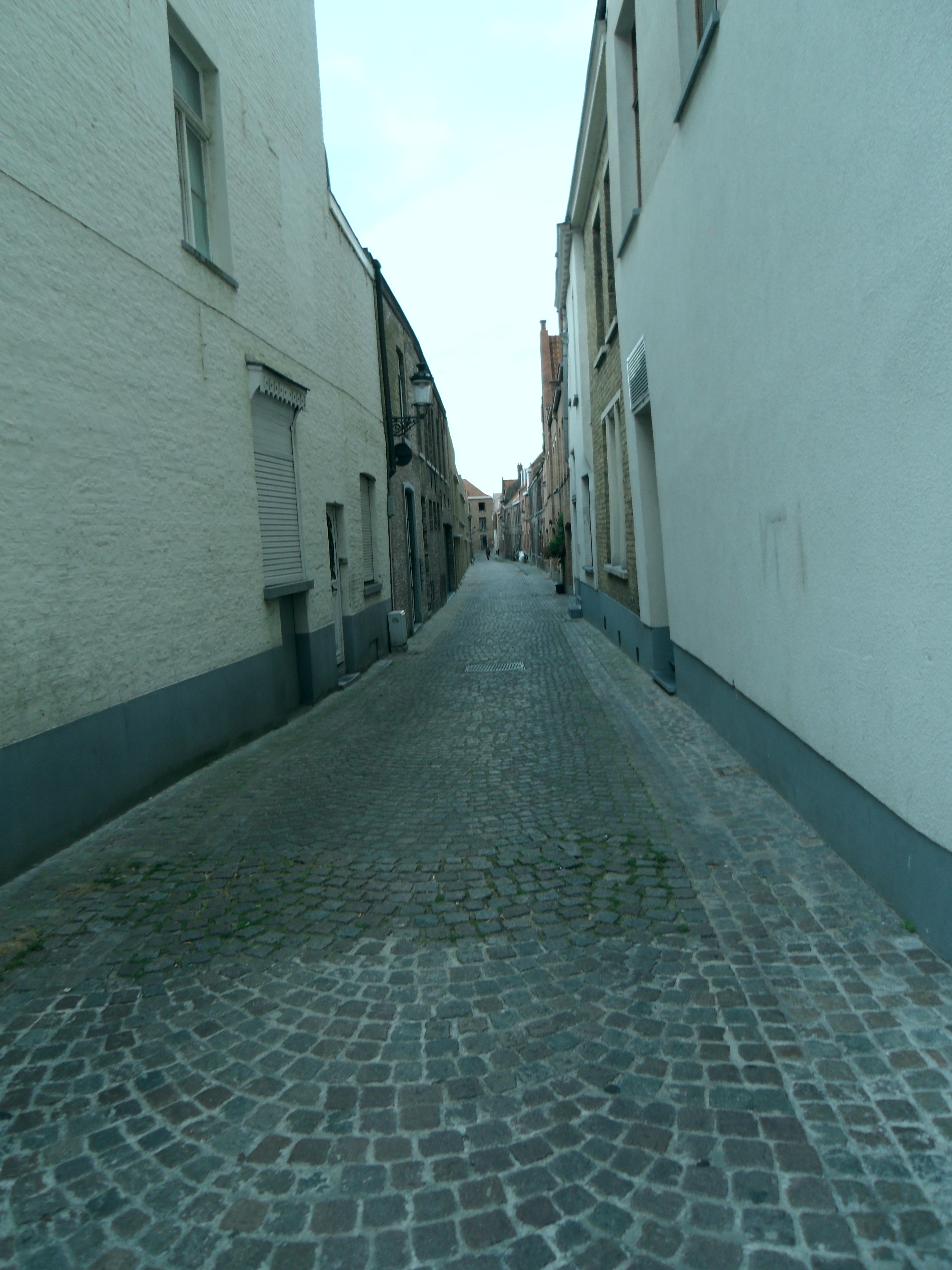
De Palmstraat